# Otto Löwenstein (Mediziner)
Otto Löwenstein, später Otto Lowenstein (* 7. Mai 1889 in Osnabrück; † 25. März 1965 in New York), war ein deutsch-US-amerikanischer Neuropsychiater und Pionier auf dem Gebiet der Erforschung menschlicher Pupillen.

## Leben

### In Deutschland
Otto Löwenstein wurde als Sohn von Julius Löwenstein und Henrietta Grunewald geboren und wuchs in Preußisch Oldendorf auf. Er war ein kränkliches Kind, das viel las, und wurde wegen Lungenproblemen ein Jahr als Pflegekind zu einer Familie in den Schwarzwald geschickt. 1909 konvertierte Löwenstein, der jüdischer Herkunft war, zum Protestantismus. Löwenstein studierte zunächst an der Georg-August-Universität Göttingen Mathematik und Philosophie, später an der Universität Bonn Medizin. Nach seinem Staatsexamen war er ab dem 28. März 1913 Medizinalpraktikant an der Rheinischen Provinz-Irrenanstalt, 1914 promovierte er in Bonn mit der Arbeit:  Die Zurechnungsfähigkeit der Halluzinanten, nach psychologischen Prinzipien beurteilt. 1920 heirateten er und seine Kusine Martha Grunewald; sie hatten die Töchter Anne Elisabeth und Marie Dorothea.
Im bald darauf ausbrechenden Ersten Weltkrieg tat Löwenstein Dienst als Erster Garnisonsarzt einer Militär-Nervenstation in Metz. Nach Kriegsende 1918 nach Bonn zurückgekehrt, wurde er Assistent beim dortigen Neurologen und Psychiater Alexander Westphal. 1919 wurde er Anstaltsarzt, 1920 Oberarzt und nach Habilitation für Psychiatrie und Neurologie Privatdozent an der Universität, die ihn bereits 1923 zum nichtbeamteten Außerordentlichen Professor ernannte. 1926 wurde er erster Leiter der neu gegründeten Provinzial-Kinderanstalt für seelisch Abnorme, der ersten ihrer Art auf der Welt, und Leiter des Instituts für Neurologisch-Psychiatrische Erbforschung an der Universität Bonn. Gemeinsam mit seiner Frau führte er über 100 Interviews, um familiär bedingte neurologische Erkrankungen zu erforschen. Zudem beschäftigte er sich mit Pupillographie, um herauszufinden, ob man durch die Beobachtung von Pupillen auf geistige und neurologische Erkrankungen rückschließen könne und entwickelte erste Apparaturen und Methoden für diese Fachrichtung.
Am 11. August 1930 wurde Otto Löwenstein zum Ordentlichen Professor für Pathopsychologie ernannt (Stiftungsprofessur der Rh. Landesklinik). Diese schnelle Karriere erweckte Neider in der Fakultät, insbesondere bei Walther Poppelreuter, der dann auch nach Hitlers Machtergreifung im Hintergrund einer Aktion am 8. März 1933 durch etwa 80 SA-Männer stand, die ihn in Ketten durch die Stadt schleifen wollten und ihn in Schutzhaft nehmen sollten. Das Institut wurde verwüstet und Löwensteins Assistenten misshandelt. Poppelreuter wurde sein Nachfolger. Löwenstein war telefonisch gewarnt worden, versteckte sich und floh am 10. März über das Saargebiet mit seiner Familie in die Schweiz.

### In der Schweiz und den USA
In Nyon war Löwenstein an einem Privatsanatorium La Métairie tätig, das er um eine Kinderklinik erweiterte. Er war auch Mitglied der Medizinischen Fakultät der Universität Genf für Augenheilkunde und dort ab 1935 Leiter des Labors für Pupillographie.
Nach den Novemberpogromen 1938, bei denen auch die Synagoge in Osnabrück, seiner Heimatstadt, niedergebrannt wurde, beschloss Otto Löwenstein, Europa zu verlassen. 1938 emigrierte er nach Kanada, wo er Gastprofessor in Montreal war, und von dort in die Vereinigten Staaten, wo er an der New York University und später am Columbia Presbyterian Hospital tätig war. Gemeinsam mit seiner Assistentin Irene Löwenfeld führte er seine neuroophthalmologischen Forschungen fort. So bauten sie 1957 einen „elektronischen Pupillograph“ mit Infrarot-Technologie. Dieses Gerät wurde dazu benutzt, um den Durchmesser von Pupillen zu messen und war der Vorläufer von weiteren Instrumenten späterer Jahre. Die Experimente und Publikationen von Löwenstein und Löwenfeld waren Pionierleistungen auf dem Gebiet der Pupillenforschung und trugen maßgeblich dazu bei, dass diese Eingang in die Neuroophthalmologie fand.
1964 verlieh die Philosophische Fakultät der Universität Bonn Löwenstein die Ehrendoktorwürde, nachdem er schon 1955 als Professor der Universität rehabilitiert worden war. Während er zu dieser Zeit die letzten Zeilen für sein Hauptwerk über die Pupille schrieb, erkrankte er an einem Magenkarzinom. Er übergab das Werk an Irene Löwenfeld, die inzwischen extern an der Bonner Universität mit Löwenstein als Mentor promoviert hatte und in den folgenden Jahren das Buch vollendete. Die über 2000 Seiten starke Publikation erschien erstmals 1993.

## Ehrungen
Am 25. Juni 1993 erhielt der Neubau, in den die „Abteilung für Kinder- und Jugendpsychiatrie und -psychotherapie“ und die „Abteilung für Sprachstörungen“ der LVR-Klinik Bonn 1992 eingezogen war, im Rahmen eines Festaktes den Namen: „Prof. Otto Löwenstein-Haus“.

## Publikationen (Auswahl)
- Mit Irene Löwenfeld: The Pupil. Anatomy, Physiology, and Clinical Applications. (2 Volume Set). Woburn, Massachusetts, Butterworth-Heinemann Medical 1999.
- Der psychische Restitutionseffekt. Das Prinzip der psychisch bedingten Wiederherstellung der ermüdeten, der erschöpften und der erkrankten Funktion. Basel, B. Schwabe & Co 1937
- Die Störungen des Lichtreflexes der Pupille bei den luetischen Erkrankungen des Zentralnervensystems. Beiträge zur Frühdiagnostik der Lues nervosa. Basel 1937.
- Mit Alexander Westphal: Experimentelle und klinische Studien zur Physiologie und Pathologie der Pupillenbewegungen mit besonderer Berücksichtigung der Schizophrenie. (Abhandlungen aus der Neurologie, Psychiatrie, und ihren Grenzgebieten Heft 70). Karger, Berlin 1933.
- Experimentelle Hysterielehre. Zugleich ein Versuch zur experimentellen Grundlegung der Begutachtung psychogener Unfallfolgen. Bonn, F. Cohen 1923.
- Die Zurechnungsfähigkeit der Halluzinanten nach psychologischen Prinzipien beurteilt. Bonn 1914.